# Асикита (посёлок)
А́сикита (яп. 芦北町 Асикита-мати) — посёлок в Японии, находящийся в уезде Асикита префектуры Кумамото. Площадь посёлка составляет 233,81 км², население — 17 925 человек (1 августа 2014), плотность населения — 76,66 чел./км².

## Географическое положение
Посёлок расположен на острове Кюсю в префектуре Кумамото региона Кюсю. С ним граничат города Яцусиро, Минамата, посёлок Цунаги и село Кума.

## Население
Население посёлка составляет 17 925 человек (1 августа 2014), а плотность — 76,66 чел./км². Изменение численности населения с 1980 по 2005 годы:
| 1980 | 27 413 чел. |  |
| 1985 | 26 473 чел. |  |
| 1990 | 25 024 чел. |  |
| 1995 | 23 744 чел. |  |
| 2000 | 22 373 чел. |  |
| 2005 | 20 840 чел. |  |